# Michał Bożek
Michał Wojciech Bożek – polski prawnik, nauczyciel akademicki, doktor habilitowany nauk prawnych, adiunkt na Wydziale Prawa i Administracji Uniwersytetu Śląskiego, specjalista w zakresie prawa konstytucyjnego.

## Życiorys
W 2001 ukończył studia na kierunku prawo na Wydziale Prawa i Administracji UŚl. Na tym samym wydziale w 2005 na podstawie napisanej pod kierunkiem Eugeniusza Zwierzchowskiego rozprawy pt. Instytucja Prezydenta Republiki Federalnej Niemiec uzyskał stopień naukowy doktora nauk prawnych w zakresie prawa. W 2014 na podstawie dorobku naukowego oraz rozprawy pt. Władza ustrojodawcza w konstytucjonalizmie niemieckim Rada Wydziału Prawa i Administracji UŚl nadała mu stopień naukowy doktora habilitowanego nauk prawnych. Został adiunktem na tym wydziale w Katedrze Prawa Konstytucyjnego. Był profesorem nadzwyczajnym w Instytucie Administracji Wydziału Nauk Społecznych Akademii im. Jana Długosza w Częstochowie.

## Publikacje
- Władza ustrojodawcza w konstytucjonalizmie niemieckim (2013)
- Instytucja Prezydenta Republiki Federalnej Niemiec (2007)
- Pozycja prawna uczestnika funduszu inwestycyjnego (2005)[2]